# Ten nejlepší
Ten nejlepší (v anglickém originále Men of Honor) je americký dramatický film z roku 2000. Režisérem filmu je George Tillman, Jr.. Hlavní role ve filmu ztvárnili Robert De Niro, Cuba Gooding, Jr., Charlize Theron, Aunjanue Ellis a Hal Halbrook.

## Obsazení
| Robert De Niro    | Leslie Sunday |
| Cuba Gooding, Jr. | Carl Brashear |
| Charlize Theron   | Gwen Sunday   |
| Aunjanue Ellis    | Jo Brashear   |
| Hal Halbrook      | Mr.Pappy      |
| Chris Warren, Jr. | mladý Carl    |
| Michael Rapaport  | Snowhill      |
| Powers Boothe     | Pullman       |